# 滝川元長
滝川 元長（たきがわ もとなが、寛文2年（1662年） - 延享4年12月2日（1748年1月2日））は、江戸時代の旗本。滝川征盛の長男。母は安藤正珍の娘。初名は征長。別名は忠隆、忠興。通称は十大夫、彦次郎。官位は従五位下、讃岐守、のちに播磨守。妻は中山直守の養女。弟に須田資生（須田為春養子）。子に黒田直基（長男）、伊東祐連の妻。
寛文7年（1667年）7月5日に父の跡を相続する。小姓組、使番、目付、桐間番頭などを歴任する。主な略歴としては、将軍徳川吉宗の倹約令に反抗する尾張藩徳川宗春への上使として、目付の石河政朝とともに江戸藩邸を訪ねるなどした。しかし、2度自分の屋敷より火事を起こし、その都度、出仕を差し止められた。